# 8057 Hofmannsthal
8057 Hofmannsthal eller 4034 T-1 är en asteroid i huvudbältet som upptäcktes den 26 mars 1971 av den nederländsk-amerikanske astronomen Tom Gehrels och det nederländska astronomparet Ingrid van Houten-Groeneveld och Cornelis Johannes van Houten vid Palomarobservatoriet. Den är uppkallad efter den österrikiske författaren Hugo von Hofmannsthal.
Asteroiden har en diameter på ungefär 8 kilometer.